# Кошава (ветер)
Кошава (серб. Кошава) — сухой и пыльный ветер местного значения, дующий с Карпат в бассейне Среднего и Нижнего Дуная, в Сербии, Венгрии, Румынии и Болгарии.

## Характеристика
Направление ветра преимущественно северное и северо-восточное (в основном в Румынии и Болгарии), восточное и юго-восточное (в основном в Сербии и Венгрии). Наблюдается преимущественно в холодное время года (октябрь-март). Сопровождается сильными метелями или, если снег отсутствует, пыльными бурями.
Ветер образуется на юго-западной периферии континентального антициклона с центром над Украиной и направляется в область низкого атмосферного давления над Адриатическим морем.

## Опасность
Скорость ветра достигает 20-30 м/с. Отдельные порывы могут достигать скорости 36 м/с. При особенно сильных порывах кошава создаёт опасность судоходства на Дунае.

## Особенности ветра по странам

### Болгария
Носит название долняк  — холодный, сильный и порывистый восточный, северо-восточный или северный ветер, сопровождающийся зимой метелью, а весной заморозками, губительными для посевов сельскохозяйственных культур. В районах Варны и Стара-Загоры восточный ветер называют ещё морепин, в Софии — романец.

### Сербия
Ветер сопровождается пыльными бурями и может быть почти на всей территории страны — от Суботицы на севере, до Ниша на юге и Шида на западе. Наиболее силён на входе в ущелье Джердап на Дунае.
Из воспоминаний о кошаве в Белграде:
В ночь с 11 на 12 октября. Это опять я. Сижу на юге Европы, а впечатление такое, что на Сев.полюсе – это у них ветер сезонный восточный (называется кошава) дует 6 дней. Сегодня второй день, сдувает все на своем пути, дует не сильно, но постоянно – носки сохнут на балконе за 2 часа, но становятся жутко холодными.maskvo.livejournal.com 
В Белграде отвратительно задувает кошава, разбрасывая по улицам полиэтиленовые пакеты. Заснуть было сложно, потому что казалось, что ветер снесет дом ко всем чертям.lesany.livejournal.com 
Песня известной сербской певицы Елены Томашевич называется также Кошава.